# أليكس نور الدين
أليكس نور الدين (9 سبتمر 1950 - ) كان حاكم سومطرة الجنوبية، منذ 7 نوفمبر 2008. عمل سابقًا كوصي في بانيواسين لفترتين متتاليتين (2001-2006) ثم (2007-2012). في 14 يونيو 2008 في الفترة الثانية من ولايته، استقال مرتبطًا بترشيحه لمنصب حاكم جنوب سومطرة في الانتخابات المحلية من 2008 إلى 2013. ولد في فلمبان في سومطرة الجنوبية.
انتهت ولايته الثانية في وقت سابق قليلاً من المقرر في 21 سبتمبر 2018، وتم استبداله بهيرمان ديرو.